# Championnat du Brésil de football 2010
Navigation
Édition précédente Édition suivante
Le championnat du Brésil de football 2010 est la 40e édition du championnat du Brésil de football.
La compétition se déroule du 8 mai au 5 décembre 2010. Cette saison, vingt clubs participent au tournoi de première division (la Série A).

## Les 20 clubs participants
| Club                | Classement 2009 | Entraîneur | Stade               | Capacité |
| ------------------- | --------------- | --- | ------------------- | -------- |
| Flamengo            | 1               | Rogério Lourenço puis 17e journée Silas puis 28e journée Vanderlei Luxemburgo                                                                                        | Maracanã            | 82 238   |
| Internacional       | 2               | Jorge Fossati puis Int. 5e à 7e journée Enderson Moreira (pt) puis 8e journée Celso Roth (pt)                                                                        | Beira-Rio           | 56 000   |
| São Paulo FC        | 3               | Raymundo Ricardo Gomes puis Int. 13e journée à 27e journée Sérgio Baresi (pt) puis 28e journée Carpegiani                                                            | Morumbi             | 67 428   |
| Palmeiras           | 4               | Antônio Carlos Zago puis Int. 3e à 7e journée Parraga (pt) puis 8e journée Luiz Felipe Scolari                                                                       | Palestra Itália     | 27 650   |
| Cruzeiro EC         | 5               | Adílson Batista puis Int. 7e journée Emerson Ávila (pt) puis 8e journée Cuca                                                                                         | Mineirão            | 75 783   |
| Avaí FC             | 6               | Péricles Chamusca (pt) puis 8e journée Antônio Lopes puis Int. 24e journée Edson dos Santos puis 30e journée Vágner Benazzi (pt)                                     | Ressacada           | 17 800   |
| Atlético Mineiro    | 7               | Vanderlei Luxemburgo puis 25e journée Dorival Júnior | Mineirão            | 75 783   |
| Grêmio              | 8               | Silas puis 14e journée Renato Portaluppi | Olímpico Monumental | 45 000   |
| Goiás EC            | 9               | Leão puis 17e journée Jorginho puis 35e journée Arthur Neto (pt) | Serra Dourada       | 50 049   |
| Corinthians         | 10              | Mano Menezes puis 12e journée Adílson puis 30e journée Tite | Pacaembu            | 37 952   |
| Barueri             | 11              | Toninho Cecílio puis 14e journée Antônio Carlos Zago puis 21e journée Marcelo Rospide (pt) puis 26e journée Fábio Giuntini                                           | Prudentão (pt)      | 44 414   |
| Santos              | 12              | Dorival Júnior puis Int. 24e journée Marcelo Martelotte (pt) | Vila Belmiro        | 21 256   |
| Vitória             | 13              | Ricardo Silva (treinador de futebol) (pt) puis 14e journée Toninho Cecílio puis 21e journée Ricardo Silva (treinador de futebol) (pt) puis 29e journée Antônio Lopes | Barradão            | 35 632   |
| Atlético Paranaense | 14              | Leandro Niehues (pt) puis 6e journée Carpegiani puis 28e journée Sérgio Soares                                                                                       | Arena da Baixada    | 25 180   |
| Botafogo            | 15              | Joel Santana | Engenhão            | 44 000   |
| Fluminense          | 16              | Muricy Ramalho | Maracanã            | 82 238   |
| Vasco da Gama       | 1 (Série B)     | Carlos Roberto Orrigo da Cunha (pt) puis 3e journée Celso Roth (pt) puis 8e journée Paulo César Gusmão (pt)                                                          | São Januário        | 15 150   |
| Guarani             | 2 (Série B)     | Vágner Mancini (pt) | Brinco de Ouro (pt) | 32 453   |
| Ceará               | 3 (Série B)     | Paulo César Gusmão (pt) puis 8e journée Estevam Soares (pt) puis 14e journée Mário Sérgio Pontes de Paiva (pt) puis Int. 21e journée Dimas Filgueiras (pt)           | Castelão            | 58 400   |
| Atlético Goianiense | 4 (Série B)     | Eugênio Machado Souto (pt) puis 8e journée Roberto Fernandes (pt) puis 12e journée René Simões                                                                       | Serra Dourada       | 50 049   |

 Int. : Intérim 

## Compétition

### Règlement
Le classement est établi sur le barème de points classique (victoire à 3 points, match nul à 1, défaite à 0).
En cas d'égalité de points entre 2 équipes ou plus, on utilise les critères suivants pour les départager :
1. Nombre de victoires
2. Différence de buts
3. Buts marqués
4. Confrontations directes
5. Nombre de cartons rouges
6. Nombre de cartons jaunes

### Classement
| Rang | Équipe                    | Pts | J  | G  | N  | P  | Bp | Bc | Diff |
| ---- | ------------------------- | --- | -- | -- | -- | -- | -- | -- | ---- |
| 1    | Fluminense                | 71  | 38 | 20 | 11 | 7  | 62 | 36 | +26  |
| 2    | Cruzeiro EC               | 69  | 38 | 20 | 9  | 9  | 53 | 38 | +15  |
| 3    | SC Corinthians            | 68  | 38 | 19 | 11 | 8  | 65 | 41 | +24  |
| 4    | Grêmio                    | 63  | 38 | 17 | 12 | 9  | 68 | 43 | +25  |
| 5    | Atlético Paranaense       | 60  | 38 | 17 | 9  | 12 | 43 | 45 | -2   |
| 6    | Botafogo                  | 59  | 38 | 14 | 17 | 7  | 54 | 42 | +12  |
| 7    | SC Internacional (L)      | 58  | 38 | 16 | 10 | 12 | 48 | 41 | +7   |
| 8    | Santos (C)                | 56  | 38 | 15 | 11 | 12 | 63 | 50 | +13  |
| 9    | São Paulo FC              | 55  | 38 | 15 | 10 | 13 | 54 | 54 | 0    |
| 10   | Palmeiras                 | 50  | 38 | 12 | 14 | 12 | 42 | 43 | -1   |
| 11   | Vasco da Gama (P)         | 49  | 38 | 11 | 16 | 11 | 43 | 45 | -2   |
| 12   | Ceará (P)                 | 47  | 38 | 10 | 17 | 11 | 35 | 44 | -9   |
| 13   | Atlético Mineiro          | 45  | 38 | 13 | 6  | 19 | 52 | 64 | -12  |
| 14   | Flamengo (T)              | 44  | 38 | 9  | 17 | 12 | 41 | 44 | -3   |
| 15   | Avaí FC                   | 43  | 38 | 11 | 10 | 17 | 49 | 58 | -9   |
| 16   | Atlético Goianiense (P)   | 42  | 38 | 11 | 9  | 18 | 51 | 57 | -6   |
| 17   | Vitória                   | 42  | 38 | 9  | 15 | 14 | 42 | 48 | -6   |
| 18   | Guarani (P)               | 37  | 38 | 8  | 13 | 17 | 33 | 53 | -20  |
| 19   | Goiás EC                  | 33  | 38 | 8  | 9  | 21 | 41 | 68 | -27  |
| 20   | Grêmio Recreativo Barueri | 28* | 38 | 7  | 10 | 21 | 39 | 64 | -25  |

| Légende : Qualifications et relégations | Légende : Qualifications et relégations |
| --------------------------------------- | --- |
|                                         | Copa Libertadores 2011 Phase de groupes |
|                                         | Copa Libertadores 2011 Tour préliminaire |
|                                         | Copa Sudamericana 2011 |
|                                         | Relégation en deuxième division |
|                                         | (T) : Tenant du titre Championnat du Brésil de football 2009 (P) : Promus du Championnat du Brésil de Série B de football 2009 (C) : Vainqueur de la Coupe du Brésil 2010 qualifié pour la phase de groupes de la Copa Libertadores 2011 (L) : Vainqueur de la Copa Libertadores 2010 qualifié pour la phase de groupes de la Copa Libertadores 2011. |

 * 3 points de moins pour avoir fait jouer un joueur suspendu 

### Leader journée par journée
- Avaí = Avaí FC
- Cor = Corinthians
- Flu = Fluminense

### Résultats
| Résultats (▼dom., ►ext.)                                   | ATG | ATM | ATP | AVA | BOT | CEA | COR | CRU | FLA | FLU | GOI | GRÊ | BAR | GUA | INT | PAL | SAN | SÃO | VAS | VIT |
| Atlético Clube Goianiense                                  |     | 2-3 | 1-2 | 2-2 | 0-2 | 1-1 | 3-1 | 2-1 | 0-1 | 2-1 | 1-3 | 0-0 | 1-1 | 2-2 | 3-0 | 3-0 | 1-2 | 1-1 | 2-0 | 4-1 |
| Atlético Mineiro                                           | 3-2 |     | 3-1 | 2-0 | 0-2 | 0-1 | 2-1 | 0-1 | 4-1 | 1-3 | 3-1 | 1-2 | 3-1 | 1-2 | 1-2 | 1-0 | 2-2 | 2-3 | 2-1 | 2-3 |
| Atlético Paranaense                                        | 2-1 | 2-1 |     | 1-0 | 3-2 | 2-1 | 1-1 | 0-2 | 1-0 | 2-2 | 2-1 | 1-1 | 2-2 | 1-0 | 1-0 | 2-1 | 2-0 | 1-1 | 0-0 | 1-0 |
| Avaí FC                                                    | 3-0 | 0-0 | 0-1 |     | 0-0 | 5-0 | 3-2 | 1-2 | 2-2 | 0-3 | 4-1 | 0-3 | 1-0 | 0-1 | 4-2 | 6-1 | 3-2 | 0-0 | 2-0 | 0-0 |
| Botafogo                                                   | 3-2 | 3-0 | 1-1 | 1-0 |     | 1-0 | 2-2 | 2-2 | 1-1 | 1-1 | 3-0 | 2-2 | 1-1 | 1-2 | 0-0 | 3-1 | 3-3 | 2-0 | 1-1 | 1-0 |
| Ceará                                                      | 0-0 | 0-0 | 1-1 | 2-0 | 2-2 |     | 0-0 | 1-0 | 2-2 | 1-0 | 1-1 | 2-1 | 2-0 | 1-0 | 0-0 | 2-2 | 2-1 | 2-0 | 0-2 | 1-0 |
| SC Corinthians                                             | 3-4 | 1-0 | 2-1 | 4-0 | 1-1 | 2-2 |     | 1-0 | 1-0 | 1-0 | 5-1 | 0-1 | 3-1 | 2-0 | 1-0 | 3-0 | 4-2 | 3-0 | 2-0 | 2-1 |
| Cruzeiro EC                                                | 3-0 | 3-4 | 0-0 | 2-2 | 1-0 | 2-0 | 1-0 |     | 1-0 | 1-0 | 1-0 | 2-2 | 4-2 | 1-0 | 2-1 | 0-0 | 0-0 | 0-2 | 3-1 | 0-1 |
| Flamengo                                                   | 2-0 | 0-0 | 0-1 | 1-1 | 1-0 | 1-0 | 1-1 | 1-2 |     | 3-3 | 1-2 | 1-1 | 2-1 | 3-0 | 1-3 | 3-1 | 0-0 | 1-1 | 0-0 | 2-2 |
| Fluminense                                                 | 1-0 | 5-1 | 3-1 | 1-0 | 0-0 | 3-1 | 1-2 | 1-0 | 2-1 |     | 1-1 | 2-0 | 1-0 | 3-0 | 1-1 | 1-1 | 0-3 | 2-2 | 1-0 | 2-1 |
| Goiás EC                                                   | 1-3 | 1-3 | 0-2 | 1-0 | 4-1 | 0-0 | 1-1 | 0-1 | 1-1 | 0-3 |     | 0-2 | 3-1 | 2-3 | 1-1 | 1-2 | 1-4 | 2-1 | 0-0 | 1-0 |
| Grêmio                                                     | 2-0 | 2-1 | 3-1 | 3-0 | 3-0 | 5-1 | 1-2 | 2-1 | 2-2 | 1-2 | 2-0 |     | 1-0 | 2-2 | 1-2 | 4-0 | 1-2 | 4-2 | 1-1 | 1-1 |
| Guarani                                                    | 0-1 | 0-0 | 1-0 | 4-1 | 1-1 | 1-1 | 0-0 | 2-2 | 2-1 | 2-1 | 1-0 | 0-3 |     | 0-3 | 0-0 | 1-0 | 0-0 | 0-0 | 1-0 | 1-1 |
| SC Internacional                                           | 1-1 | 1-0 | 4-1 | 2-3 | 1-0 | 2-1 | 3-2 | 1-2 | 1-0 | 0-0 | 0-0 | 0-0 | 3-0 |     | 1-1 | 2-0 | 1-1 | 0-2 | 1-0 | 1-1 |
| Palmeiras                                                  | 0-3 | 0-2 | 2-0 | 4-1 | 2-2 | 1-1 | 1-1 | 2-3 | 0-1 | 1-2 | 3-2 | 4-2 | 1-0 | 2-0 |     | 0-0 | 2-1 | 0-2 | 0-0 | 1-0 |
| Grêmio Recreativo Barueri                                  | 1-0 | 4-0 | 0-1 | 1-1 | 0-1 | 1-1 | 2-2 | 0-2 | 1-2 | 1-1 | 4-1 | 2-0 | 4-2 | 0-3 | 0-1 |     | 1-2 | 2-3 | 1-2 | 0-0 |
| Santos                                                     | 4-2 | 2-0 | 2-0 | 2-1 | 0-1 | 1-1 | 2-3 | 4-1 | 0-0 | 0-1 | 2-0 | 0-0 | 3-1 | 1-0 | 1-1 | 2-3 |     | 1-0 | 4-0 | 1-1 |
| São Paulo FC                                               | 2-1 | 4-0 | 2-1 | 1-2 | 1-2 | 2-1 | 0-2 | 2-2 | 2-0 | 1-4 | 0-3 | 3-1 | 2-1 | 1-3 | 1-0 | 1-1 | 4-3 |     | 0-0 | 2-0 |
| Vasco da Gama                                              | 2-0 | 1-1 | 3-1 | 1-1 | 2-2 | 2-0 | 2-0 | 1-1 | 1-1 | 2-2 | 3-2 | 3-3 | 0-1 | 3-2 | 0-0 | 2-1 | 3-1 | 1-1 |     | 1-0 |
| Vitória                                                    | 0-0 | 4-3 | 1-0 | 3-0 | 1-3 | 0-0 | 1-1 | 0-1 | 1-1 | 1-2 | 2-2 | 0-3 | 1-1 | 0-0 | 1-1 | 2-0 | 4-2 | 3-2 | 4-2 |     |
| - Victoire à domicile - Match nul - Victoire à l'extérieur |     |     |     |     |     |     |     |     |     |     |     |     |     |     |     |     |     |     |     |     |

## Classement des buteurs
| Buts | Joueur          | Equipe              |
| ---- | --------------- | ------------------- |
| 23   | Jonas           | Grêmio Porto Alegre |
| 17   | Neymar          | Santos              |
| 14   | Bruno César     | Corinthians         |
| 12   | Elias           | Atlético Goianiense |
| 12   | Obina           | Atlético Mineiro    |
| 11   | André Lima      | Grêmio Porto Alegre |
| 11   | Sebastián Abreu | Botafogo            |
| 10   | Alecsandro      | SC International    |
| 10   | Diego Tardelli  | Atlético Mineiro    |
| 10   | Kléber          | Palmeiras           |
| 10   | Washington      | Fluminense          |
| 10   | Wesley          | Grêmio Prudente     |
| 10   | Zé Eduardo      | Santos              |

## Bilan de la saison
| Championnat du Brésil de football 2010     |                           |
| Champion                                   | Fluminense (3e titre)     |
| Dauphin                                    | Cruzeiro                  |
| Coupes et trophées                         |                           |
| Vainqueur de la Coupe du Brésil 2010       | Santos                    |
| Qualifications continentales               |                           |
| Copa Libertadores 2011 (Phase de groupes)  | Fluminense                |
| Copa Libertadores 2011 (Phase de groupes)  | Cruzeiro EC               |
| Copa Libertadores 2011 (Phase de groupes)  | SC Internacional          |
| Copa Libertadores 2011 (Phase de groupes)  | Santos                    |
| Copa Libertadores 2011 (Tour préliminaire) | SC Corinthians            |
| Copa Libertadores 2011 (Tour préliminaire) | Grêmio                    |
| Copa Sudamericana 2011                     | Atlético Paranaense       |
| Copa Sudamericana 2011                     | Botafogo                  |
| Copa Sudamericana 2011                     | São Paulo FC              |
| Copa Sudamericana 2011                     | Palmeiras                 |
| Copa Sudamericana 2011                     | Vasco da Gama             |
| Copa Sudamericana 2011                     | Ceará                     |
| Copa Sudamericana 2011                     | Atlético Mineiro          |
| Copa Sudamericana 2011                     | Flamengo                  |
| Promotions et relégations                  |                           |
| Promus en Série A                          | Coritiba                  |
| Promus en Série A                          | Figueirense               |
| Promus en Série A                          | Bahia                     |
| Promus en Série A                          | Belo Horizonte            |
| Relégués en Série B                        | Vitória                   |
| Relégués en Série B                        | Guarani                   |
| Relégués en Série B                        | Goiás EC                  |
| Relégués en Série B                        | Grêmio Recreativo Barueri |

## Champion
| Champion du Brésil 2010 Série A     |
| Rio de Janeiro                      |
| ----------------------------------- |
| Fluminense Football Club (3e titre) |